# Desec
Desec Ltd. (Десек) — немецкая компания, специализирующаяся на разработке и производстве путевых машин для текущего содержания и ремонта железнодорожных путей.

## История
Компания основана в 1990 году. С 1993 года компания поставляет железным дорогам Западной и Восточной Европы путеукладчики типа TL 50 и TL 70. В 1998 году продукция компании поставлялась в Испанию для частных подрядчиков. В 1999 году путеукладчик использовали при восстановлении разрушенных в ходе военных действий железных дорог Боснии и Герцеговины. Государственные железные дороги Испании в 2000 году заключили с Desec контракт на поставку путеукладочной техники. В условиях контрактов предусматривается обучение местного персонала и послепродажное техническое обслуживание техники.

## Продукция

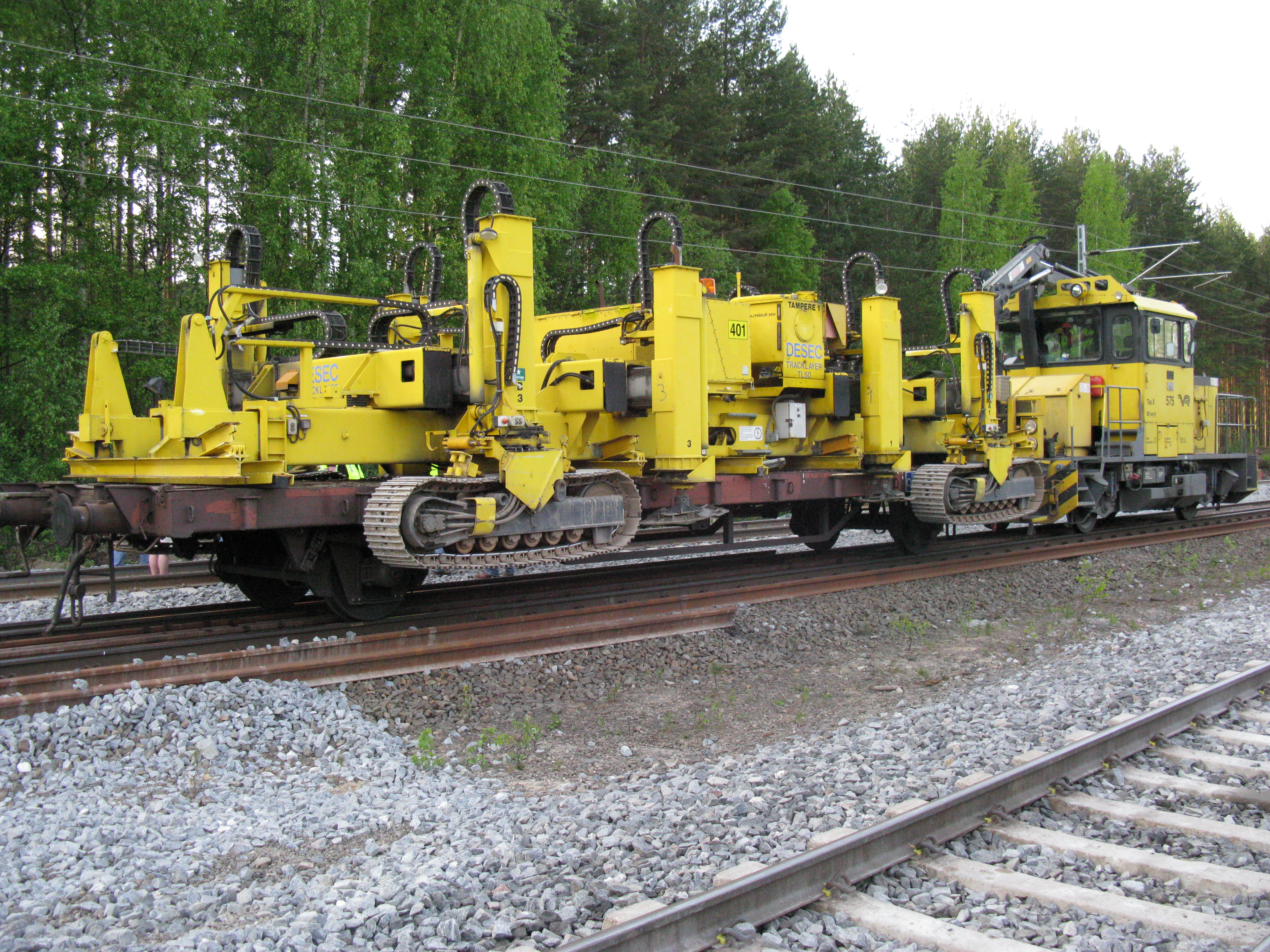
Путеукладчик Desec TL50

По состоянию на 2010 год компания разрабатывает и производит следующую продукцию:
- путеукладчики
- железнодорожные краны
- захваты для шпал
- тележки
- железнодорожные платформы для транспортировки стрелочных переводов